# Lappula sharsmithii
Lappula sharsmithii là loài thực vật có hoa trong họ Mồ hôi. Loài này được (I.M. Johnst.) Jeps. & I.W. Bailey mô tả khoa học đầu tiên năm 1943.